# Saxifraga vandellii
Saxifraga vandellii (Sternb., 1810), comunemente nota come sassifraga di Vandelli, è una pianta appartenente alla famiglia delle Saxifragaceae, endemica delle Alpi Orobie.

## Etimologia
Il termine saxifraga proviene dal latino saxum = sasso, e fragus, del verbo frangere = rompere; il significato del binomio è quindi: erba che rompe i sassi.
L'epiteto specifico vandelli è un dovuto riconoscimento al naturalista e botanico italiano Domenico Agostino Vandelli che per primo la descrisse, e la catalogò nel 1763.
Nel 1831 il botanico Kaspar Maria von Sternberg pubblica un disegno di Saxifraga Vandellii su Revisio Saxifragarum.

## Descrizione
Si tratta di una pianta erbacea camefita pulvinata, annuale perenne, ghiandolosa, con un'altezza di 10–20 cm (Foto 1), formante cuscinetti compatti e rigidi sovente emisferici ghiandolosi e fogliosi. Il fusto legnoso è eretto, gracile, di solito forcato in alto (Foto 2).

Le foglie sono cuneate-spatolate, a 3-5 lobi o con denti divergenti (Foto 4).

I fiori sono pentameri, su cime formate da pochi fiori. La corolla è formata da 5 petali bianchi lunghi 2–3 mm. Generalmente gli stami sono presenti nel numero di 10 con calice più o meno globoso. Fiorisce da Marzo a Maggio e talvolta sino a Luglio. Il frutto si presenta con una capsula obovoide (Foto 3).

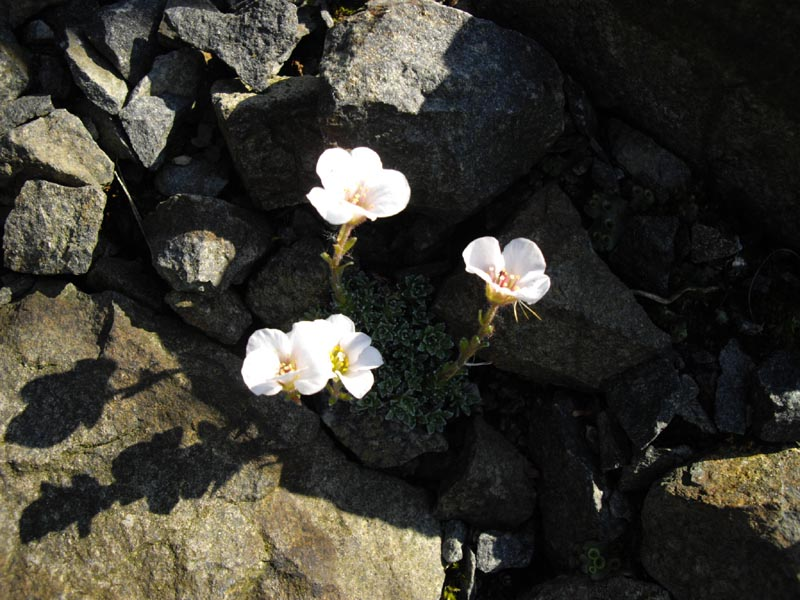
Foto 1
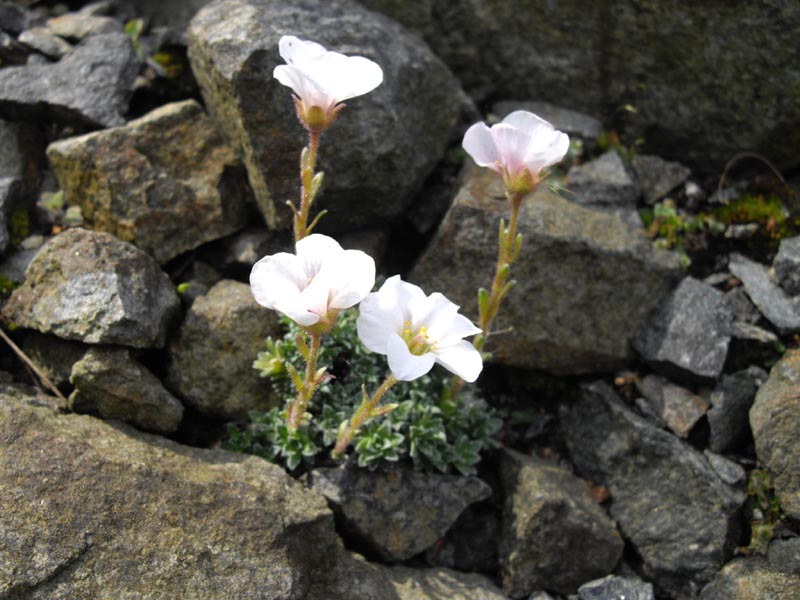
Foto 2
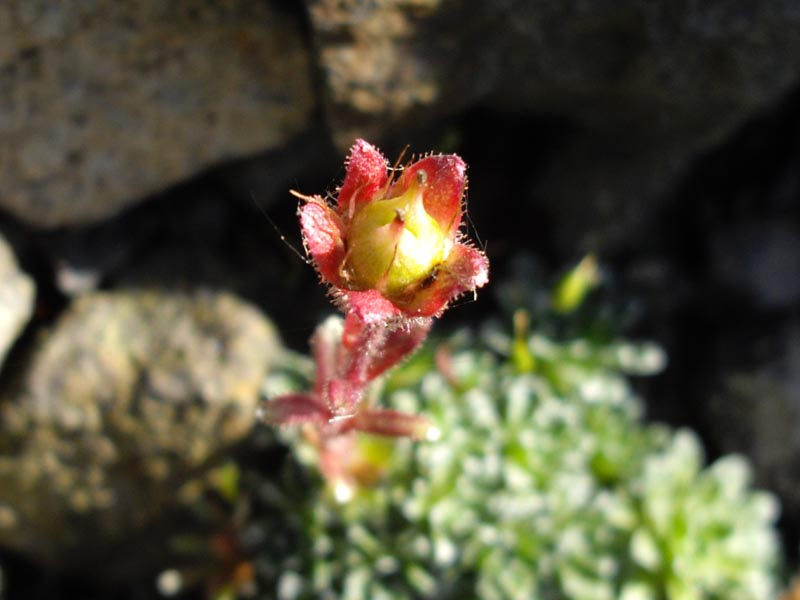
Foto 3
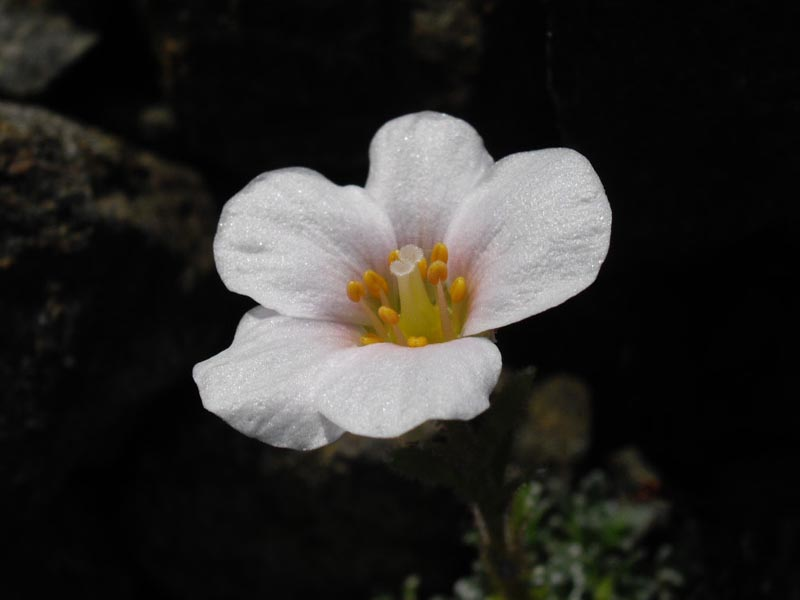
Foto 4
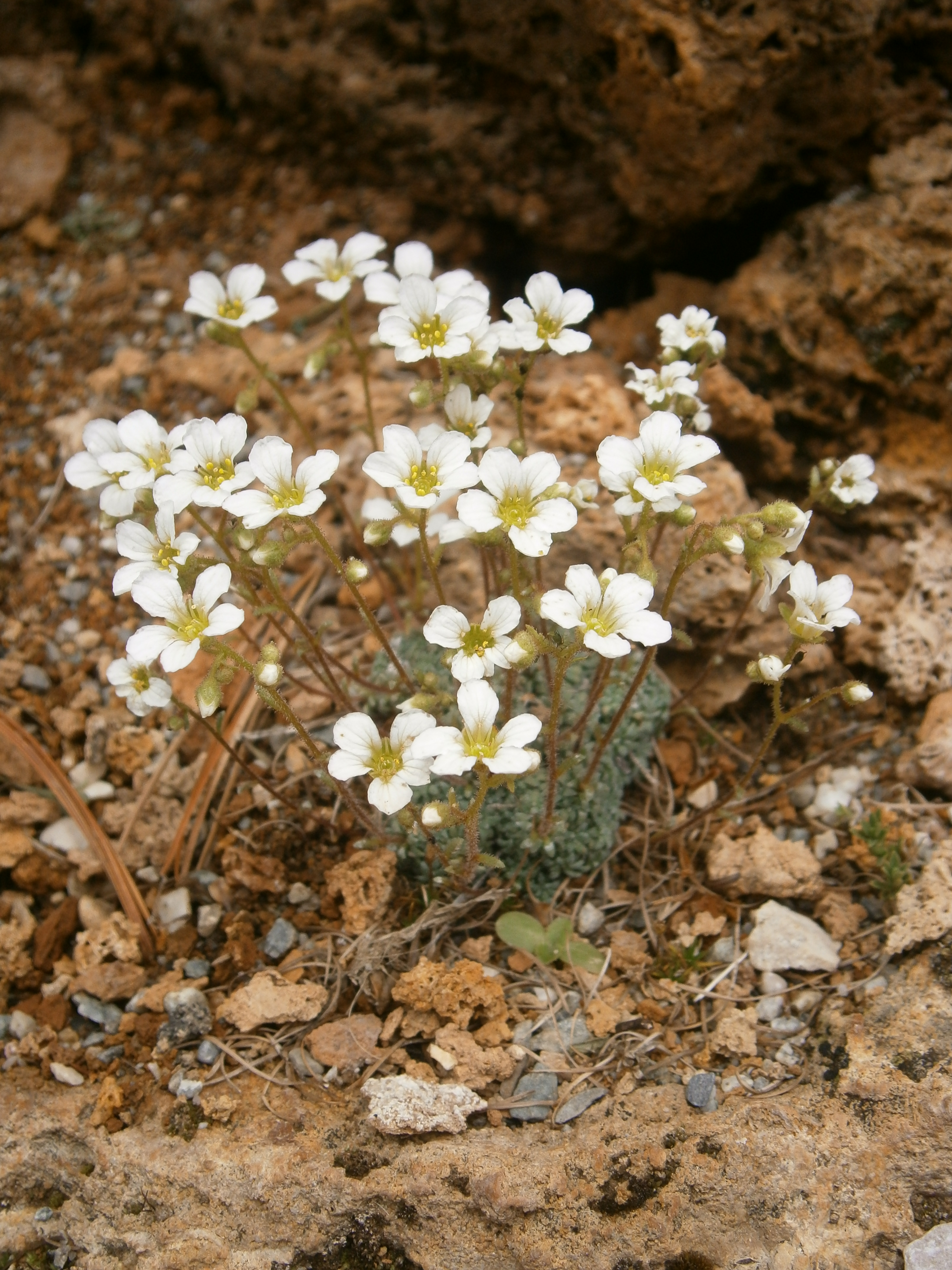
Foto 5

## Distribuzione e habitat
La Saxifraga Vandellii è un endemismo insubrico che cresce sulle rupi calcaree delle Alpi Orobie, tra le Giudicarie, le Grigne e il Bormiense, ad una altitudine compresa tra 1.100 e 2.600 m. Nel lago di Como è stata segnalata nei massicci Corni di Canzo, Resegone, Artavaggio e Grigne, ed anche sulla Cima Presolana ed al Passo Croce. Presente nel Parco dell'Adamello.
L'habitat comune è principalmente su rocce, ma oggi la distribuzione della specie la vede presente anche sul terreno smosso, e talvolta sulle sabbie compatte, sui pendii, ed anche sui muri ed i tetti delle abitazioni del Nord Europa.